# Barbara Czekalla
Barbara Czekalla (Caputh, 7 novembre 1951) è un'ex pallavolista tedesca, nel ruolo di palleggiatrice e vincitrice della medaglia d'argento olimpica ai Giochi Olimpici di Mosca del 1980.

## Biografia
Barbara nasce a Caputh, in Germania.

## Carriera

### Nazionale
Nel 1976, ha fatto parte della nazionale della Germania dell'Est arrivata sesta alle Olimpiadi di Montréal, giocando tutti e cinque gli scontri.
Quattro anni dopo, riesce a laurearsi vicecampione olimpico alle Olimpiadi del 1980, disputatesi a Mosca.